# Ferenc Hirzer
Ferenc Hirzer (21. listopad 1902, Budapešť, Rakousko-Uhersko – 28. duben 1957, Trento, Itálie) byl maďarský fotbalový útočník a trenér.

## Kariéra
Narodil se v Budapešti v Rakousku-Uhersku (dnešním Maďarsku). Italský Juventus jej začal sledovat od roku 1923, když hrál přátelské utkání s jeho prvním klubem Törekvés. Poté se zúčastnil s reprezentací Maďarska na OH 1924. Poté postupně hrál za moravský klub Maccabi Brno a také za Německý klub Altona 93. Až v roce 1925 jej přemluvil trenér Bianconeri Jenő Károly, aby se k nim přidal. V prvním utkání vstřelil tři branky a za dvě sezony vstřelil 50 branek z 43 utkání. V sezoně 1925/26 slavil titul a 35 brankami byl nejlepším střelcem. V roce 1927 musel klub opustit, protože tehdejší pravidla zakázala mít cizí hráče v klubu. Usadil se doma v Hungária MTK, kde v sezoně 1928/29 slavil titul. Kariéru ukončil v roce 1935.
Za reprezentaci odehrál 33 utkání a vstřelil 14 branek. Byl na OH 1924 a také hrál na turnajích o Mezinárodní pohár (1927–1930 a 1931–1932).
Po fotbalové kariéře se stal trenérem v Itálii, působil celkem v 14 klubech. Největším úspěchem bylo vítězství ve 3. lize v sezoně 1937/38.

## Hráčská statistika v Itálii
| Sezóna  | Klub     | Liga      | Liga   | Liga | Ligové poháry | Ligové poháry | Ligové poháry | Kontinentální poháry | Kontinentální poháry | Kontinentální poháry | Celkem | Celkem |
| Sezóna  | Klub     | Soutěž    | Zápasy | Góly | Soutěž        | Zápasy        | Góly          | Soutěž               | Zápasy               | Góly                 | Zápasy | Góly   |
| ------- | -------- | --------- | ------ | ---- | ------------- | ------------- | ------------- | -------------------- | -------------------- | -------------------- | ------ | ------ |
| 1925/26 | Juventus | 1. Divize | 26     | 35   | -             | 0             | 0             | -                    | 0                    | 0                    | 26     | 35     |
| 1926/27 | Juventus | 1. Divize | 17     | 15   | -             | 0             | 0             | -                    | 0                    | 0                    | 17     | 15     |
| Celkem  | Celkem   | Celkem    | 43     | 50   | -             | 0             | 0             | -                    | 0                    | 0                    | 43     | 50     |

## Hráčské úspěchy

### Klubové
- 1× vítěz italské ligy (1925/26)
- 1× vítěz maďarské ligy (1928/29)

### Reprezentační
- 1× na OH (1928)
- 2× na MP (1927–1930 a 1931–1932)

### Individuální
- 1x nejlepší střelec v lize (1925/26)